# Notoraja fijiensis
Notoraja fijiensis — вид хрящевых рыб рода Notoraja семейства Arhynchobatidae. Обитают в тропических водах южной части Тихого океана. Встречаются на глубине до 699 м. Их крупные, уплощённые грудные плавники образуют округлый диск со треугольным заострённым рылом. Максимальная зарегистрированная длина 39,5 см. Не являются объектом целевого промысла.

## Таксономия
Впервые вид был научно описан в 2012 году. Видовой эпитет дан по географическому месту обитания (архипелаг Фиджи). Голотип представляет собой самку длиной 38,6 см, пойманную в архипелаге Фиджи (17°24′ ю. ш. 178°34′ в. д.) на глубине 660—666 м. Паратипы: неполовозрелые самцы длиной 21,2—30,7 см и неполовозрелая самка длиной 21,7 см, пойманные там же на глубине 635—670 м.

## Ареал
Эти скаты являются эндемиками архипелага Фиджи. Встречаются на глубине 567—670 м.

## Описание
Широкие и плоские грудные плавники этих скатов образуют округлый диск с треугольным заострённым рылом. На вентральной стороне диска расположены 5 жаберных щелей, ноздри и рот. На тонком хвосте имеются латеральные складки. У этих скатов 2 редуцированных спинных плавника и редуцированный хвостовой плавник. Имеется один небольшой, но хорошо заметный преорбитальный шип. Поверхность диска бархатистая, покрыта мелкой чешуёй, на вентральной стороне чешуя лежит неплотно. Хвост тонкий и длинный, бархатистый, без колючек. Назальные лопасти не расширены. Ширина назального лоскута составляет 7,3—8,3 % длины тела. Рот небольшой, его ширина не превосходит 66 % максимальной ширины назального лоскута и равна 5,7—6,2 % длины тела. Передняя лопасть брюшных плавников короче задней. Окраска дорсальной поверхности бледного желтовато-коричневого цвета, нижняя поверхность кремовая. Грудные плавники образованы 64—66 лучами. Количество позвонков 144—152. Максимальная зарегистрированная длина 39,5 см.

## Взаимодействие с человеком
Эти скаты не являются объектом целевого лова. Международный союз охраны природы ещё не оценил охранный статус вида.